# Ligne 7 du métro de Mexico
 (janvier 2022).
Pour les articles homonymes, voir Ligne 7.
La ligne 7 est une des douze lignes du métro de Mexico, au Mexique.
Ouverte entre 1984 et 1985, il s'agit de la ligne la plus profonde du métro de la ville, atteignant au maximum 36 m sous le niveau de la rue. Elle dessert 18 km de ligne et 14 stations dans une direction globale nord-sud.

## Histoire

### Chronologie
- 1982 : lancement des travaux de la ligne
- 20 décembre 1984 : mise en service de la ligne entre Tacuba et Auditorio
- 22 août 1985 : prolongement de Auditorio à Tacubaya
- 19 décembre 1985 : prolongement de Tacubaya à Barranca del Muerto
- 29 novembre 1988 : prolongement de Tacuba à El Rosario

### Liste des stations
- El Rosario
- Aquiles Serdán
- Camarones
- Refinería
- Tacuba
- San Joaquín
- Polanco
- Auditorio
- Constituyentes
- Tacubaya
- San Pedro de los Pinos
- San Antonio
- Mixcoac
- Barranca del Muerto